# Línia 6 de Metrovalència

Plànol del Metro de València.

La línia 6 o T6 és una de les línies de tramvia de Metrovalència i la seua rodalia. Uneix els barris d'Orriols i Torrefiel amb el barri marítim de València. El primer tram que es va inaugurar, el 27 de setembre de 2007, de 9,2 kilòmetres, va ser el tram Tossal del Rei - Marítim-Serreria (compartint via amb la línia 4 des de Primat Reig fins Doctor Lluch.
La línia serveix d'unió entre Torrefiel i la platja i entre el barri i el carrer de Colom, on que es pot arribar en poc més de 25 minuts, sempre que es realitze transbordament a les línies 3 o 9 a l'estació de Benimaclet.
Torrefiel i Orriols van tenir estació pròpia a Sant Llorenç amb el Trenet, fins que es va tancar la línia 3 en superfície.

## Aquesta línia dona servei a
- Estadi del Llevant - Estadi del Llevant
- Universitat Politècnica de València i Campus dels Tarongers (Universitat de València)- Universitat Politècnica, La Carrasca i Tarongers
- Platja de les Arenes - Les Arenes, Eugènia Viñes i Mediterrani. Aquest tram compartit amb la línia 4 és provisional fins que s'inaugure la línia 10 o Tramvia de la Costa.
- Port de València - Grau
- Biblioteca Valenciana - Sant Miquel dels Reis

## Estacions, zones i terminals de la línia 6
| Zona A                                                                |
| --------------------------------------------------------------------- |

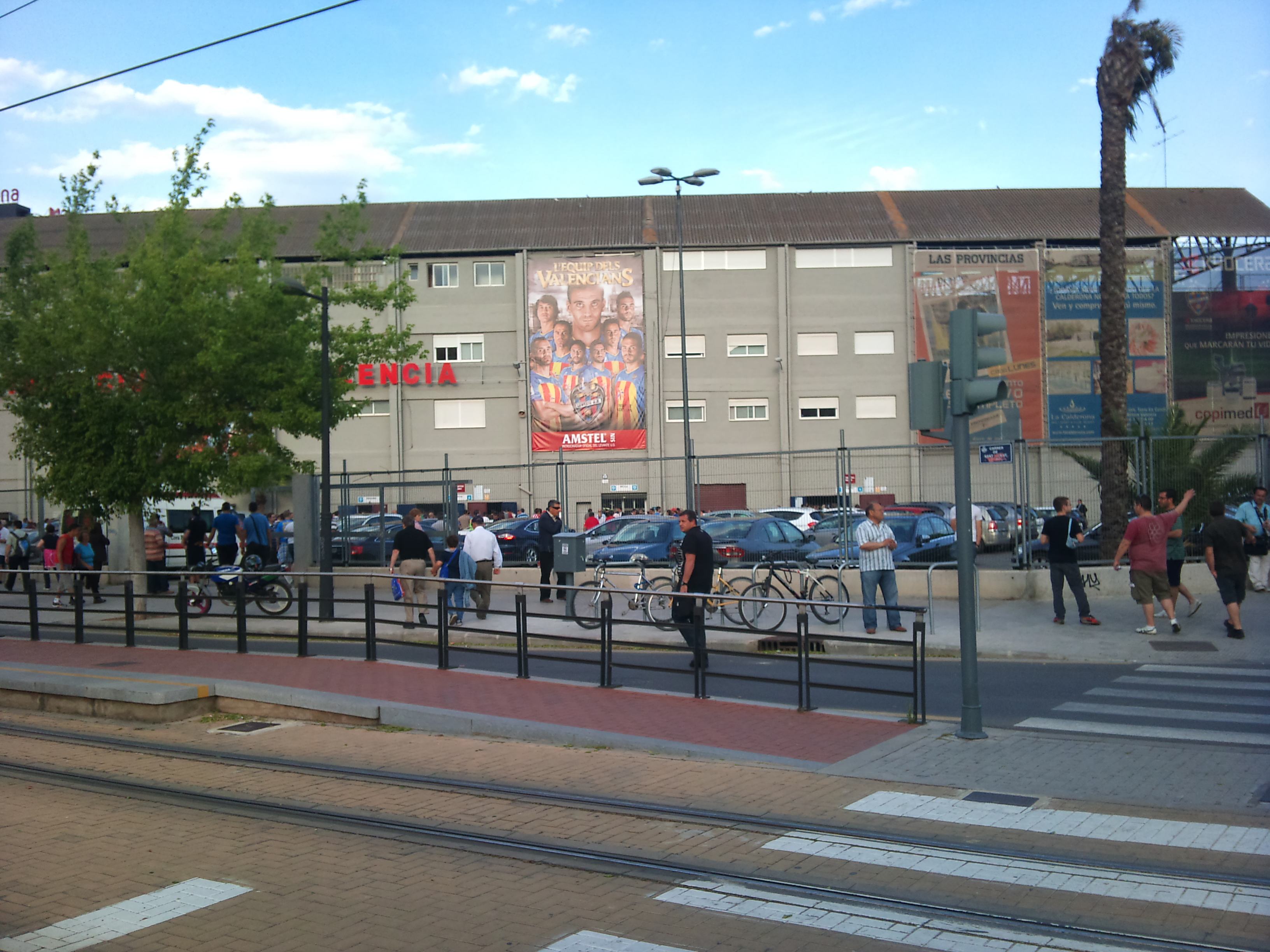
Estació de l'Estadi del Llevant, amb el camp al fons.

| Tossal del Rei - bucle del Cabanyal - Doctor Lluch - Marítim-Serrería |

## Futur
La línia es convertirà en el Tramvia Orbital. Es tracta d'un tramvia que recorre els principals boulevards i avingudes perifèriques de la ciutat, enllaçant les estacions d'Empalme (L1, T2, T4) Orriols (T2), Tarongers (T4 i T6), Bulevard Sur, La Nova Fe (L1), Nou d'Octubre (L3, L5 i L9), Campanar (L1 i L2)... entre altres estacions.